# Frederik Peltzer
Frederic Leopold Guillaume Peltzer (Terhaegen 17 november 1889 - Brasschaat (?) 9 september 1943) was een Belgische verzetsstrijder tijdens de Tweede Wereldoorlog Peltzer was lid van het Geheim Leger.
Na het verraad door Eugeen Dirckx werd de Lierse afdeling van het geheim leger rond Gustave Van Boeckel in mei 1943 grotendeels opgerold. Bij een huiszoeking trof de Sicherheitsdienst bij Peltzer een wapen aan. Hij werd veroordeeld tot de doodstraf en gefusilleerd op 9 september 1943.  Zijn lichaam werd begraven in een massagraf op het militair kamp van Brasschaat.
Zijn lichaam werd in 1945 teruggevonden in een massagraf op het Klein Schietveld in Brasschaat.
De straat in Lier waar Peltzer woonde, op nummer 75, werd in 1948 herdoopt in Frederik Peltzerstraat.